# Urocoma limbalis
Urocoma limbalis là một loài bướm đêm thuộc họ Erebidae. Nó được tìm thấy ở Úc, bao gồm Queensland và New South Wales.

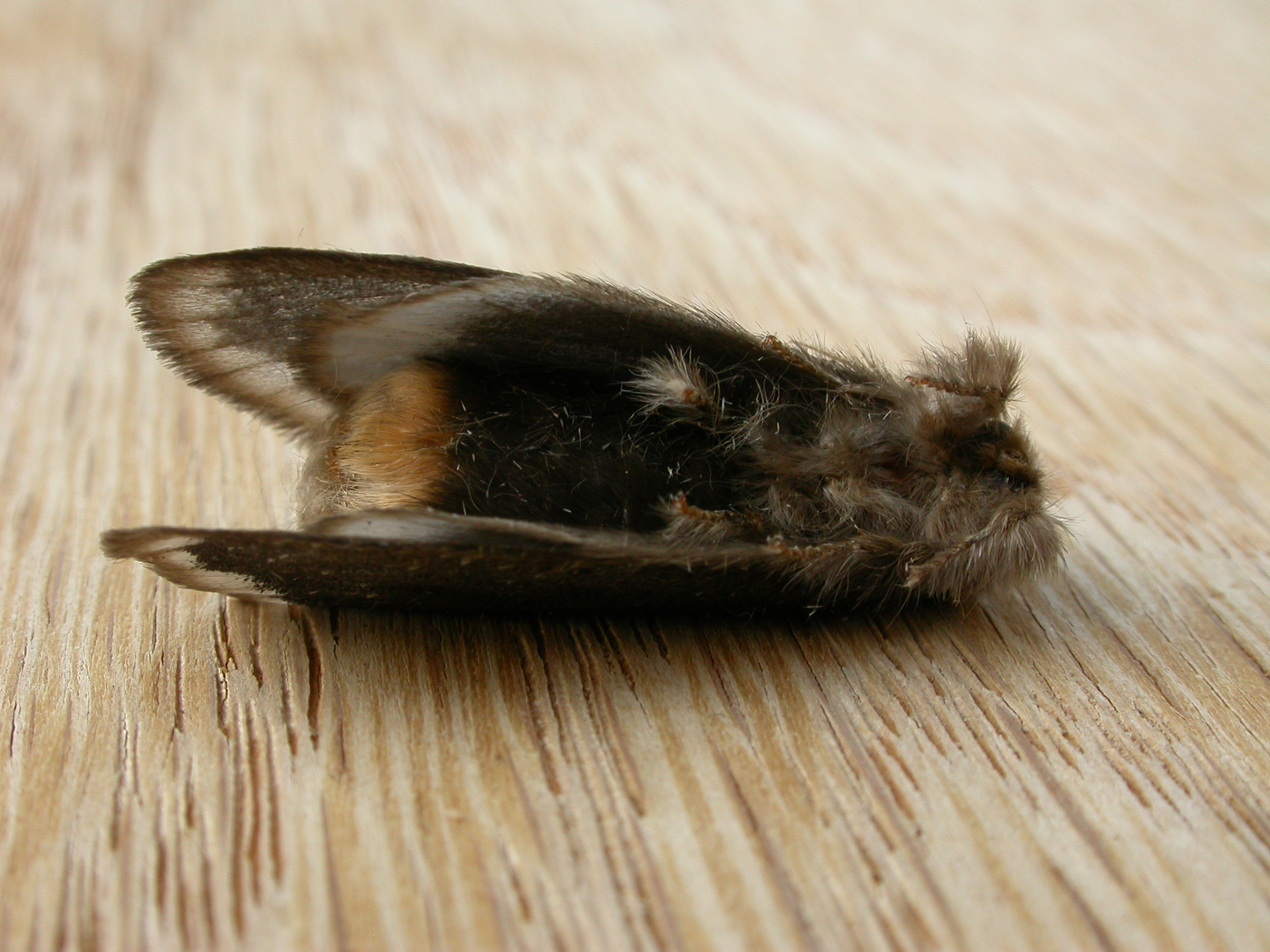

Sải cánh dài khoảng 40 mm. Con trưởng thành có cánh nâu và thân nâu đậm. Cánh có một dải trắng dọc rìa.
Lông trên con sâu bướm và tổ kén có thể gây ra ngứa da nhẹ hoặc nặng.

## Hình ảnh

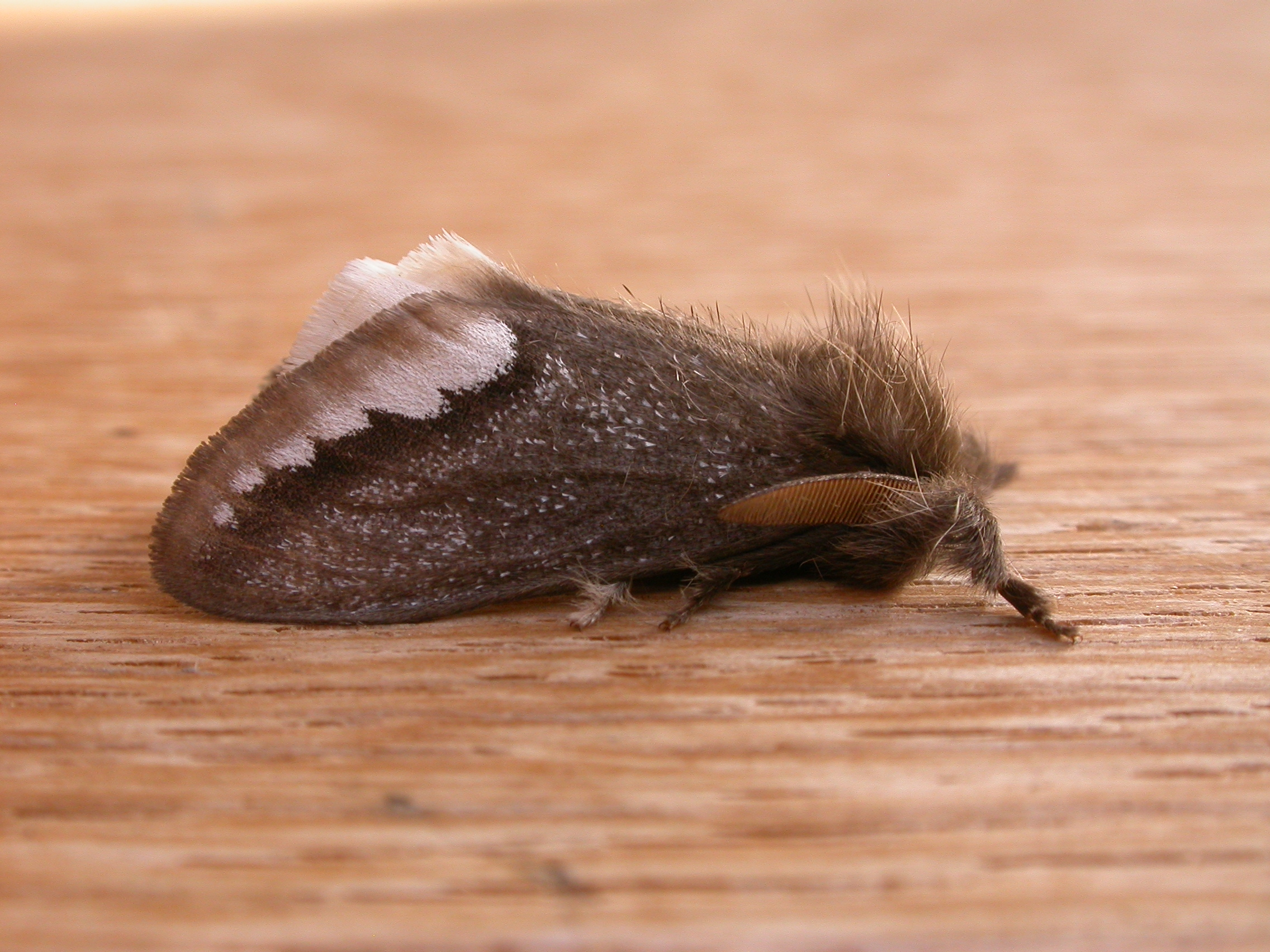